# Hans-Jürgen Krahl
Hans-Jürgen Krahl (Sarstedt, 17 de enero de 1943 - Diemelstadt, 13 de febrero de 1970) fue un estudiante de filosofía y activista político alemán que adquirió prominencia como participante en el movimiento de protesta estudiantil de 1968 del cual, a los ojos de sus admiradores, era uno de los principales ideólogos.

## Biografía
En 1961 se unió a la Junge Union, organización juvenil de la Unión Demócrata Cristiana de Alemania (CDU).
En 1963 Krahl se matriculó en la Universidad de Gotinga para estudiar Filosofía, Germanística, Matemáticas e Historia.
En 1964, Krahl fue expulsado de la CDU. Ese mismo año se unió a la Federación Socialista Alemana de Estudiantes (SDS). Rudi Dutschke se sumaría a la SDS en 1965, después de lo cual los dos hombres lograron alejar a la organización de la corriente política tradicional. A fines de la década de 1960, Krahl era ampliamente reconocido como uno de los principales exponentes del socialismo antiautoritario de la SDS.
A mediados de la década de 1960, Krahl se convirtió en un estudiante estrella y alumno de doctorado del erudito filósofo Theodor W. Adorno. Sin embargo, a principios de 1969, después de cuatro años durante los cuales Krahl trató a Adorno como un mentor académico, hubo una pelea entre los dos hombres. Esto surgió en el contexto de una ocupación estudiantil del Instituto de Investigación Social de la Universidad de Frankfurt en la que participó Krahl. Adorno, como director del instituto, convocó a la policía para desalojar a los estudiantes "intrusos" el 7 de enero de 1969. Adorno murió repentinamente ese mismo año, once días después de la finalización del proceso judicial que siguió a los hechos en el instituto. 
Krahl murió en un accidente automovilístico en Diemelstadt, apenas seis meses después de la muerte de Adorno. Su reputación como el gran teórico del movimiento europeo del 68, capaz y dispuesto a lidiar con los mecanismos ideológicos y económicos del capitalismo maduro, persiste entre los estudiosos de la izquierda política. Gran parte del trabajo escrito de Krahl, que incluía grandes cantidades de material entregado oralmente, aunque en estructuras de prosa perfectamente formadas, y grabado en ese momento, para ser transcrito en papel solo mucho más tarde, se publicó póstumamente.